# Botanophila laterella
Botanophila laterella är en tvåvingeart som först beskrevs av Collin 1967.  Botanophila laterella ingår i släktet Botanophila och familjen blomsterflugor. Arten är reproducerande i Sverige. Inga underarter finns listade i Catalogue of Life.